# 楊·高姆茲
楊·高姆茲（葡萄牙語：Yan Gomes，1987年7月19日—），為美國職棒大聯盟的捕手，目前為自由球員。他先前曾效力於藍鳥、印地安人、國民、運動家與小熊等隊。藍鳥隊在2009年大聯盟選秀第10輪選進高姆茲，而他在2012年登上大聯盟。2019年，他在國民隊拿下世界大賽首冠。

## 職業生涯

### 多倫多藍鳥
2012年5月17日，藍鳥將表現不佳的一壘手亞當·林德下放到3A，並拉上高姆茲完成大聯盟初登場。他成為巴西史上第一位大聯盟選手，並在初登場敲出大聯盟首安。5月18日，高姆茲敲出大聯盟首轟。這年高姆茲不斷在3A和大聯盟之間來回穿梭，直到小聯盟例行賽在9月7日全部結束，高姆茲才回到大聯盟結束這年賽季。

### 克里夫蘭印地安人
2012年12月3日，藍鳥將高姆茲和Mike Avilés交易到印地安人，換來埃斯米爾·羅傑斯。2013年4月13日，他在印地安人的首戰就敲出雙響砲。雖然球隊捕手Lou Marson因為從傷兵名單回歸而導致高姆茲被下放到3A，不過後來Marson再度受傷，高姆茲又回到大聯盟。7月30日，他在比賽中和巴西史上第一位大聯盟投手André Rienzo對決，寫下歷史新猷。2014年3月31日，印地安人和他簽下6年2300萬美元的延長合約。
2015年和2016年，高姆茲的打擊率分別為2成31和1成67，其中2016年他面對右投的打擊率更是大聯盟最低。2017年8月9日，他面對洛磯隊敲出再見3分砲，這年他的打擊率為2成32。

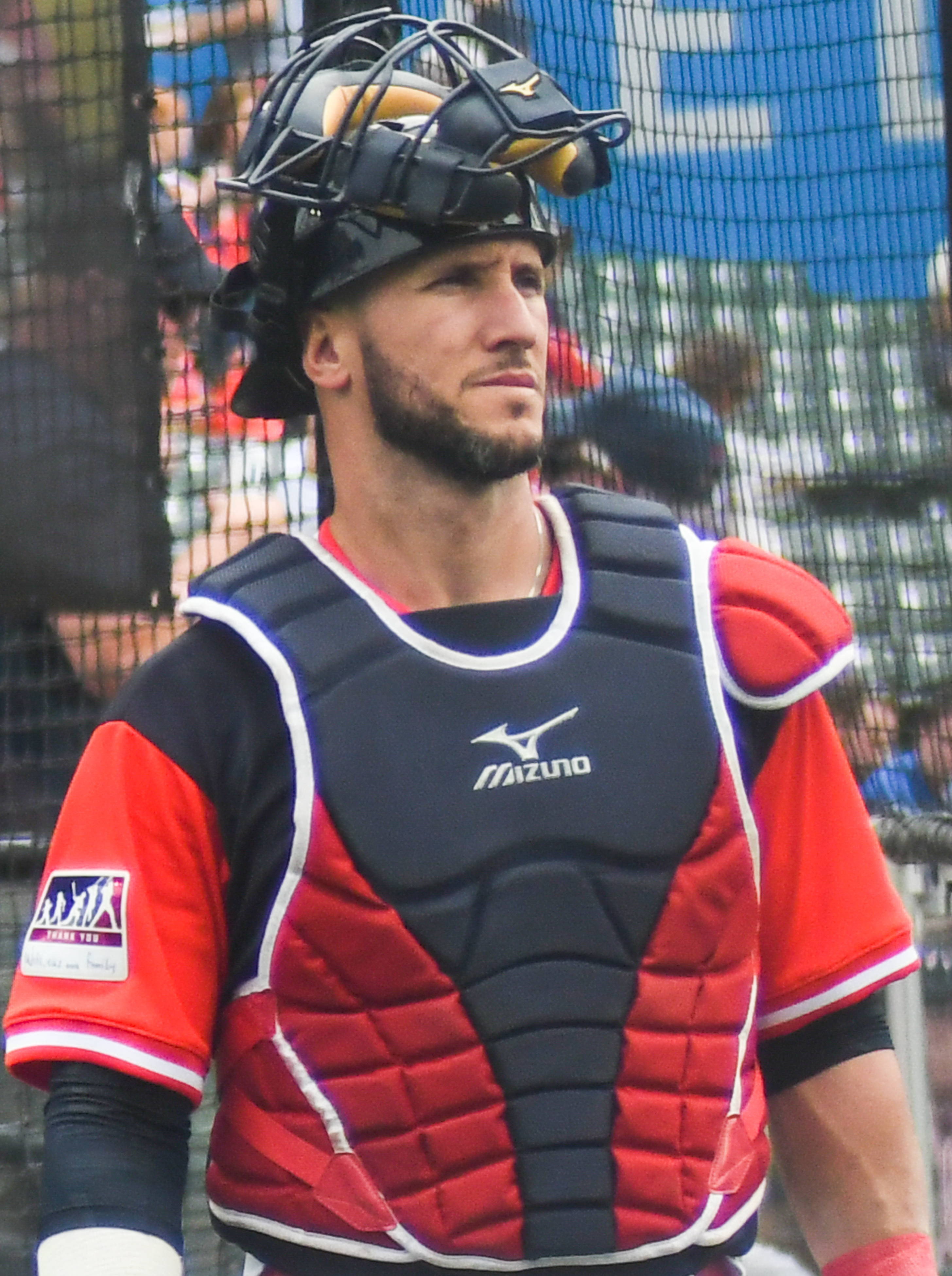
2017年的高姆茲

2018年上半季，高姆茲的打擊率為2成51，並敲出10轟與31分打點，他也因此順利入選生涯首次的明星賽，同時也是巴西第一人。這年他的打擊率為2成66。

### 華盛頓國民
2018年11月30日，印地安人將高姆茲交易到國民，換來Jefry Rodríguez、Daniel Johnson和一名日後指定球員。2019年，他的打擊率為2成23，並敲出12轟與43分打點。最後國民在這年一路在季後賽過關斬將，並成功拿下隊史首冠。2019年12月10日，高姆茲和國民簽下2年延長合約。2020年，他出賽30場比賽，打擊率為2成84，並敲出4轟與13分打點。

### 奧克蘭運動家
2021年7月30日，國民將高姆茲和喬許·哈里森交易到運動家，換來Drew Millas、Richard Guasch和Seth Shuman。

### 芝加哥小熊
2021年12月1日，高姆茲和小熊隊簽下2年合約。

## 經典賽
2013年，巴西國家代表隊首次獲得進入經典賽資格賽的資格，而高姆茲也是巴西隊陣中唯一一名擁有大聯盟資歷的球員。巴西最後在高姆茲的帶領下於資格賽拿下三連勝晉級，不過他後來因為面臨大聯盟開季而在最後選擇退出國家隊。

## 外部連結
- 球員資訊和成績在MLB ，ESPN ，Retrosheet ，Baseball Reference ，Baseball Reference (Minors) ，Fangraphs ，The Baseball Cube （英文）
- 楊·高姆茲的X（前Twitter）
- 楊·高姆茲的Instagram帳戶